# 22871 Ellenoei
22871 Ellenoei è un asteroide della fascia principale. Scoperto nel 1999, presenta un'orbita caratterizzata da un semiasse maggiore pari a 2,3024674 UA e da un'eccentricità di 0,1933813, inclinata di 6,98709° rispetto all'eclittica.